# Zar Kaloján
Zar Kaloján (en búlgaro: Цар Калоян) es una ciudad de Bulgaria en la provincia de Razgrad. Es el centro administrativo del municipio homónimo Zar Kaloján. 
El pueblo fue llamado Torlak hasta 1934, cuando fue revertido a Zar Kaloján. En 1951 pasó a llamarse Hlebarovo. En 1991 el nombre fue revertido nuevamente a Zar Kaloján.

## Geografía
Se encuentra a una altitud de 191 m s. n. m. a 325 km de la capital nacional, Sofía.

## Demografía
Según estimación 2012 contaba con una población de 3 986 habitantes.
|         | 2004  | 2005  | 2006  | 2007  | 2008  | 2009  | 2010  | 2011  |
| Mujeres | 2 107 | 2 091 | 2 081 | 2 063 | 2 040 | 2 019 | 1 979 | 1 898 |
| Varones | 1 995 | 1 967 | 1 941 | 1 930 | 1 879 | 1 837 | 1 803 | 1 818 |
| Total   | 4 102 | 4 058 | 4 022 | 3 993 | 3 919 | 3 856 | 3 782 | 3716  |